# Micrococca humblotiana
Micrococca humblotiana är en törelväxtart som först beskrevs av Henri Ernest Baillon, och fick sitt nu gällande namn av David Prain. Micrococca humblotiana ingår i släktet Micrococca och familjen törelväxter.
Artens utbredningsområde är Komorerna. Inga underarter finns listade i Catalogue of Life.